# Komron Tursunov
Komron Tursunov (in tagico Комрон Турсунов?; Shahrinav, 24 aprile 1996) è un calciatore tagiko, attaccante del Dejan e della nazionale tagika.

## Carriera

### Club
Ha giocato nella prima divisione tagika ed in quella indiana.

### Nazionale
Nel 2018 ha esordito in nazionale; nel 2023 ha partecipato alla Coppa d'Asia.

## Statistiche

### Cronologia presenze e reti in nazionale
| Cronologia completa delle presenze e delle reti in nazionale ― Tagikistan | Cronologia completa delle presenze e delle reti in nazionale ― Tagikistan | Cronologia completa delle presenze e delle reti in nazionale ― Tagikistan | Cronologia completa delle presenze e delle reti in nazionale ― Tagikistan | Cronologia completa delle presenze e delle reti in nazionale ― Tagikistan | Cronologia completa delle presenze e delle reti in nazionale ― Tagikistan | Cronologia completa delle presenze e delle reti in nazionale ― Tagikistan | Cronologia completa delle presenze e delle reti in nazionale ― Tagikistan |
| Data                                                                      | Città                                                                     | In casa                                                                   | Risultato                                                                 | Ospiti                                                                    | Competizione                                                              | Reti                                                                      | Note                                                                      |
| ------------------------------------------------------------------------- | ------------------------------------------------------------------------- | ------------------------------------------------------------------------- | ------------------------------------------------------------------------- | ------------------------------------------------------------------------- | ------------------------------------------------------------------------- | ------------------------------------------------------------------------- | ------------------------------------------------------------------------- |
| 2-10-2018                                                                 | Sylhet                                                                    | Tagikistan                                                                | 2 – 0                                                                     | Nepal                                                                     | Bangabandhu Gold Cup 2018 - 1º turno                                      | 1                                                                         |                                                                           |
| 9-10-2018                                                                 | Cox's Bazar                                                               | Filippine                                                                 | 0 – 2                                                                     | Tagikistan                                                                | Bangabandhu Gold Cup 2018 - 1º turno                                      | 1                                                                         |                                                                           |
| 7-6-2019                                                                  | Dušanbe                                                                   | Tagikistan                                                                | 1 – 1                                                                     | Afghanistan                                                               | Amichevole                                                                | -                                                                         | 46’                                                                       |
| 7-7-2019                                                                  | Ahmedabad                                                                 | India                                                                     | 2 – 4                                                                     | Tagikistan                                                                | Intercontinental Cup 2019 - 1º turno                                      | 1                                                                         |                                                                           |
| 10-7-2019                                                                 | Ahmedabad                                                                 | Tagikistan                                                                | 2 – 0                                                                     | Siria                                                                     | Intercontinental Cup 2019 - 1º turno                                      | 1                                                                         | 84’                                                                       |
| 15-7-2019                                                                 | Ahmedabad                                                                 | Corea del Nord                                                            | 1 – 0                                                                     | Tagikistan                                                                | Intercontinental Cup 2019 - 1º turno                                      | -                                                                         | 64’ 72’                                                                   |
| 19-7-2019                                                                 | Ahmedabad                                                                 | Tagikistan                                                                | 0 – 1                                                                     | Corea del Nord                                                            | Intercontinental Cup 2019 - Finale                                        | -                                                                         | 81’                                                                       |
| 5-9-2019                                                                  | Dušanbe                                                                   | Tagikistan                                                                | 1 – 0                                                                     | Kirghizistan                                                              | Qual. Mondiali 2022                                                       | -                                                                         | 90+3’                                                                     |
| 9-11-2019                                                                 | Kuala Lumpur                                                              | Malaysia                                                                  | 1 – 0                                                                     | Tagikistan                                                                | Amichevole                                                                | -                                                                         | 71’                                                                       |
| 3-9-2020                                                                  | Tashkent                                                                  | Uzbekistan                                                                | 2 – 1                                                                     | Tagikistan                                                                | Amichevole                                                                | -                                                                         | 89’                                                                       |
| 15-6-2021                                                                 | Osaka                                                                     | Tagikistan                                                                | 4 – 0                                                                     | Birmania                                                                  | Qual. Mondiali 2022                                                       | 1                                                                         |                                                                           |
| Totale                                                                    |                                                                           | Presenze                                                                  | 11                                                                        |                                                                           | Reti                                                                      | 5                                                                         |                                                                           |

## Palmarès

### Club

#### Competizioni nazionali
- Vysšaja Liga: 2

Istiklol: 2018, 2019
- Coppa del Tagikistan: 2

Istiklol: 2018, 2019
- I-League: 1

Mohun Bagan: 2019-2020